# Resident Evil 5
Resident Evil 5 (RE5), i Japan Biohazard 5 (バイオハザード5 Baiohazādo Faibu) (BIO5), er et survival horror konsolspil, udviklet og udgivet af Capcom. Spillet blev udgivet i Europa den 13. marts 2009.

## Gameplay
Ifølge Spillets producer Jun Takeuchi vil Resident Evil 5 vil gameplayet være samme type som gameplayet i Resident Evil 4.
Gameplayet i Resident Evil 5 er næsten identisk til Resident Evil 4.
Spillet går også væk fra ældre titler’s statiske kameraer og stive kontrol systemer for at gå over til en Gear of War esque Third person shooter stil, hvor kameraet holder sig bag om figuren, Chris eller Sheva, og zoomer lidt ind når figuren sigter sit våben.

Til forskel fra det første Resident Evil-spil, der primært foregik indendørs, foregår en stor del af Resident Evil 5 i udendørs omgivelser. Capcom lagt vægt på større realisme end i de tidligere spil. Hvis for eksempel spillets hovedperson Chris Redfield bliver udsat for stærk varme over længere tid, vil han begynde at hallucinere. Der er også blevet tilsat nye lyseffekter der gør at hvis Redfield kommer fra et mørk område ind i et lyst eller omvendt, vil det tage lidt tid for hans øjne at vænne sig til det, hvilket giver spilleren et sløret syn i et stykke tid.
For første gang i Resident evils historie er hovedpersonerne næsten altid sammen, Sheva og Chris er nødt til at holde sammen for at overleve. Spillet introducere en online co-op function det gør spillere i stand til at at spille sammen på tværs af kloden.
Inklusionen af Co-op betyder at der er visse, små, sektioner af spillet hvor de to hovedpersoner bliver skilt fra hinanden, hvilket så betyder at man får en anden vinkel af en situation hvis man spiller som Sheva i stedet for Chris.

## Introduktion
Som en del af BSAA ((Bioterrorism Security Assessment Alliance)) bliver Chris Redfield, sendt ned til den fiktionelle afrikanske region Kijuju for at fange en våben smugler ved navn Ricardo Irving.
Da Chris ankommer til Afrika bliver han mødt af Sheva Alomar en BSAA agent fra den Vest afrikanske afdeling. Sammen begiver de sig til ind i byen for at finde Irving, stoppe handlen og genoprette stabilitet i regionen, men situationen tilspidser da det viser sig at der er sket et biologisk udbrud i byen hvilket har inficeret store dele af befolkningen. Desuden viser det sig at handlen er en del af et større komplot, hvis rødder spreder sig længere end de to BSAA agenter kan forstille sig...

## Hovedpersoner
- Chris Redfield

Efter at have mistet sin partner Jill Valentine, har Chris nu fordoblet sin indsats imod Bioterrorism omkring på verden og da han fik tilbuddet om at drage til Afrika og deltage i en aktion for at fange en våbenhandler, tager han med det samme imod opgaven. Chris er højt respekteret i BSAA og var en af de elleve originale medlemmer, sammen med Jill Valentine. Chris er en mesterskytte og har et fint CV med sig fra både det amerikanske flyve våben, men også fra S.T.A.R.S hvor han fungerede som Point man, hvilket betyder at han er trænet til forskellige situationer og trænet til at operere alene. Med en viden om forskellig isenkram og hans evner til at flyve helikopter, betyder det at han er en alsidig og stålfast BSAA agent. For Chris er det en utrættelig kamp for at fjerne truslen om bioterrorisme fra Verden og selvom at han vil være nødt til at arbejde hele hans liv, er han villig til at gøre det.
- Sheva Alomar

Efter at have mistet sine forældre under et biologisk udbrud vælger Sheva at arbejde sig hen imod at komme ind i BSAA. Hun holder sig nede til den Afrikanske afdeling. Sheva er meget professionel og fokuseret på sin opgave og har en stor respekt for Chris. Sheva trænede under et andet BSAA medlem ved navn Josh, som anser hende som en lillesøster. For Sheva er det ønsket om at befrie sit folk fra truslen om bioterrorisme hendes drivkraft. Sheva's dedikation og evne til at tilpasse sig gør hende til den oplagte partner til Chris.